# Abd al-Mu'min (dynastie hafside)
Modèle:Sources à lier=février 2025
Abd al-Mumin ou Abd al-Mumin ibn Ibrahim (décédé en 1490) est le vingt-troisième dirigeant de l'État hafside d'Ifriqiya, de 1489 à 1490. Il est ainsi le vingt-deuxième calife hafside.

## Biographie
Abd al-Mumin était le fils d'Abu Salim Ibrahim et le petit-fils du calife Abu Umar Uthman. En 1490, il tua son cousin le calife Yahya III et se proclama ensuite souverain. Cependant, il ne reçut pas de soutien suffisant et fut bientôt destitué par le fils de son prédécesseur, Abu Zakariya Yahya IV.
Malgré la courte période de son règne, Abd al-Mumin réussit à servir de médiateur entre les Ottomans et les Mamelouks, de sorte qu'un traité de paix fut conclu entre leurs États.